# You (倖田來未單曲)
《you》為2005年12月7日發行的日本歌手倖田來未第19張單曲。

## 解說
- 日本音樂史上第一次的12週單曲連發的第1彈。單曲封面主題為阿拉斯加。
- 本單曲為倖田首次獲得Oricon初登場第1名的作品。
- 本作非5萬張限定生産作品，為本次3非限定生產中的單曲第1張。
- B面曲「Sweet Kiss」僅收錄於此單曲。
- 12週單曲連發中的故事性系列5首音樂錄影帶中（「Candy feat. Mr.Blistah」「you」「feel」「Lies」「Someday」）關連曲第1首。
- 音樂錄影帶請到了塚本高史擔任演出。

## 發行版本
- CD ONLY

## 曲目
1. you
「music.jp」T電視廣告曲、「GemCEREY」電視廣告曲。
2. Sweet Kiss
LOTTE「ピュアホワイトガム」廣告曲。
3. you （Instrumental）
4. Sweet Kiss （Instrumental）